# 何塞·維卓
何塞·安赫爾·維卓（José Angel Vidro，1974年8月27日—），波多黎各職業棒球選手，守備位置為二壘手。曾效力於蒙特利爾博覽會/華盛頓國民隊和西雅圖水手隊。
維卓曾三度入選美國職棒大聯盟明星賽 ，並於2003年獲國聯二壘手銀棒獎。

## 外部連結
- 球員資訊和成績在MLB，ESPN，Baseball-Reference，Fangraphs，Baseball-Reference (Minors)（英文）